# Міжнародний конференц-центр Кеньятта
Міжнародний конференц-центр Кеньятта (англ. The Kenyatta International Convention Centre; скорочення KICC; до 2013 року - The Kenyatta International Conference Centre) - 28-поверхова споруда, розташована в Центральному діловому районі Найробі. Центр знаходиться на міській площі Найробі та є місцем роботи ряду урядових установ, включаючи нещодавно обраних сенаторів . Конференц-центр є відомим місцем проведення конференцій, нарад, виставок та спеціальних заходів та знаходиться в межах пішої досяжності від кількох п'ятизіркових готелів. За понад сорок років існування центру в ньому було проведено кілька міжнародних конференцій, семінарів, виставок та самітів.